# Anxurus

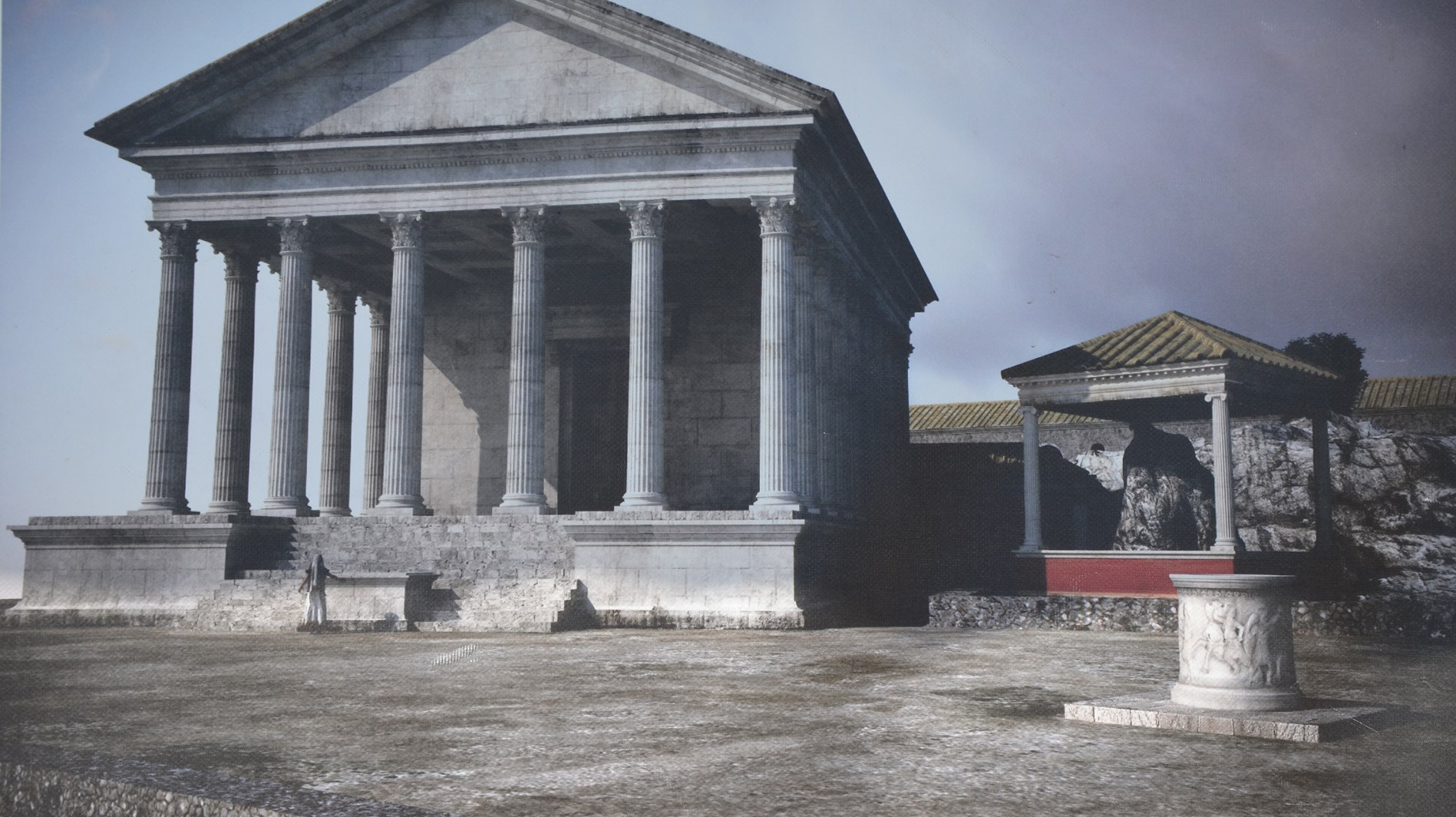
Reconstrucción virtual del templo de Júpiter Anxurus con la roca oracular al costado.

Anxurus era una divinidad italiana que fue adorada en un bosque cerca de Anxur (la moderna Terracina, en el Lacio) junto a la diosa Feronia. Fue considerado como un Júpiter juvenil, representado imberbe entre los volscos y probable arquetipo de "niño divino". A Feronia se la consideraba como Juno.
En monedas su nombre aparece como Axur o Anxur.
Todavía subsisten en Terracina las ruinas de un templo dedicado a Júpiter Anxurus.